# Polygala argentea
Polygala argentea är en jungfrulinsväxtart som beskrevs av M. Thulin. Polygala argentea ingår i släktet jungfrulinssläktet, och familjen jungfrulinsväxter. Inga underarter finns listade i Catalogue of Life.